# Le Pari (roman)
Pour les articles homonymes, voir Le Pari.
Le Pari est un roman de Ramon Fernandez publié en 1932 aux éditions Gallimard et ayant reçu la même année le prix Femina.

## Éditions
- Le Pari, éditions Gallimard, 1932.